# Усје
Усје (мкд. Усје) је насеље у Северној Македонији, у северном делу државе. Усје припада градској општини Кисела Вода града Скопља. Насеље је јужно предграђе главног града.

## Географија
Усје је смештено у северном делу Северне Македоније. Од најближег већег града, Скопља, насеље је удаљено 6 km. Због близине града, насеље је суштински спојено са Скопљем и део је његовог обода, али је задржало је одлике сеоског насеља.
Насеље Усје је у оквиру брдске области Кршијак, на источним падинама планине Водно. Село се налази у јужном делу Скопске котлине. Кроз село протиче Усјански Канал, који се улива у реку Вардар између села Горње и Доње Лисиче. Кроз Усје протиче и Усјански поток, који дели село да три дела.. На брду на десној стани села, одакле се може добро видети цело Скопље и Скопска котлина, постављен је велики метални крст. Надморска висина насеља је приближно 300 метара.
Месна клима је континентална.

## Становништво
Усје је према последњем попису из 2002. године имало 845 становника. Домаћинство у Усју чини просечно 7 чланова, а од тога три малолетне особе.
Претежно становништво у насељу су етнички Македонци. Састав према народности на последњем попису био је следећи:
| Националност | Укупно | Удео   |
| Македонци    | 830    | 98,22% |
| Цинцари      | 7      | 0,83%  |
| Срби         | 6      | 0,71%  |
| Турци        | 1      | 0,12%  |
| остали       | 1      | 0,12%  |

Већинска вероисповест у насељу је православље.

### Исељавање
Доста људи се исељава из Усја, а исељеника највише има у Драчеву, Кучевишту, Инџикову, Огњанцима и Скопљу..

## Привреда
Становништво села углавном се бави пољопривредом, а највише земљорадњом, виноградарством и воћарством. На њивама се узгајају житарице (највише пшеница), повртарски производи: парадајз, краставац, паприка, лук спанаћ и грашак. Брда која окружују село, због добрих услова, искоришћени су за винограде и воћњаке. У воћњацима су најзаступљенији засади брескве, трешње, крушке, јабуке и кајсије. Део становништва се бави секундарним и терцијарним делатностима, а највећи део њих је запослен у цементари „УСЈЕ“, највећој у Северној Македонији, која експлоатише цемент на брдима западно од села. Остатак запосленог становништва ради у ауто-сервисима, фабрикама, приватнима фирмама, магацинима који се налазе у непосредној околини Усја.

## Спорт
У селу се налази рукометни терен, као и терен за мали фудбал. У близини терена за рукомет налази се седиште фудбалског клуба „Вардар 75“ и кунг-фу клуб „Ву Шу“.